# Lourdes Quisumbing
Pour les articles homonymes, voir Quisumbing.
Lourdes Quisumbing, née le 13 février 1921 et morte le 14 octobre 2017, est une femme d'état philippine. 
De 1986 à 1989 elle est nommée secrétaire d'État à l'Éducation, à la Culture et aux Sports par la présidente Corazon Aquino. Avant d'exercer son mandat de secrétaire d'État, Lourdes Quisumbing a été présidente du Maryknoll College, aujourd'hui rebaptisé Miriam College.

## Biographie

### Formation
Docteur en sciences de l'éducation, diplômée de l'Université de Santo Tomas, Lourdes Quisumbing a suivi des études poussées dans le domaine de l'éducation du baccalauréat en sciences de l'éducation obtenu au collège Saint Theresa, à sa maîtrise en sciences de l'éducation de l'Université de San Carlos. Elle a occupé différents postes dans l'administration et dans l'enseignement dans plusieurs écoles, et a présidé l'association philippine d'accréditation des écoles, collèges, lycées et universités (PAASCU).

### Secrétaire à l'éducation
La candidature au poste de secrétaire d'État à l'éducation, à la culture et aux sports, de Lourdes Quisumbing avait été recommandée au président Aquino par Justice Cecilia Muñoz-Palma. Aquino souhaitait plus de femmes dans son cabinet et le poste avait souvent été occupé par des candidates issues de l'enseignement catholique. Muñoz-Palma avait également occupé le poste de curatrice au Maryknoll College lorsque Quisumbing y était présidente. Aquino s'était appuyée sur sa recommandation pour contacter Lourdes Quisumbing.
Lors de son mandat de présidente du Miriam (alors Maryknoll) College, Lourdes Quisumbing élabore un programme d'éducation aux valeurs. En tant que secrétaire d'État à l'Éducation, elle avait déjà tenté de déployer ce programme de formation au niveau national. Elle était également préoccupée par l'état de l'enseignement supérieur aux Philippines. Elle a d'ailleurs fait de nombreuses déclarations sur la nécessité d'aligner l'éducation et les objectifs nationaux. Dans ce cadre, elle a mandaté le groupe de travail pour l'étude de l'état de l'enseignement supérieur pour répondre à ces préoccupations. Celui-ci a finalement conclu que de nombreux collèges d'État et d'universités fonctionnaient sans planning ni mission clairement définie.
En décembre 1089, à la suite de la sixième tentative de coup d'État qu'ont connue les Philippines, Lourdes Quisumbing démissionne de son poste de secrétaire d'État, pour être remplacée par Isidro Carino.

### Plus tard dans la vie
Après son départ du Ministère de l'Éducation, Quisumbing est restée active sur les initiatives liées à l'éducation aux Philippines et à l'étranger, et plus particulièrement auprès de l'UNESCO. Elle est représentante permanente du gouvernement philippin auprès de l'UNESCO. Elle a été la fondatrice et la première présidente du réseau Asie-Pacifique de l'UNESCO pour l'Éducation internationale (APNIEVE) et a occupé le poste de secrétaire générale de la Commission nationale philippine pour l'UNESCO de 1990 à 1998. Elle a également été nommée présidente émérite du Conseil d'administration du Miriam College. Lourdes Quisumbing est décédée le 14 octobre 2017, à l'âge de 96 ans.